# Högsjö distrikt
Högsjö distrikt är ett distrikt i Härnösands kommun och Västernorrlands län. Distriktet ligger omkring Ramvik och Utansjö i södra Ångermanland. 

## Tidigare administrativ tillhörighet
Distriktet inrättades 2016 och utgörs av en del av området som Härnösands stad omfattade till 1971, delen som före 1969 utgjorde Högsjö socken.
Området motsvarar den omfattning Högsjö församling hade 1999/2000.

## Tätorter och småorter
I Högsjö distrikt finns en tätort och tre småorter.

### Tätorter
- Ramvik (Hälledal)

### Småorter
- Ramvik
- Utansjö
- Veda